# Ал-Хамидија Сук
Ал-Хамидија Сук ( арап. سُوق ٱلْحَمِيدِيَّة ) је највећи и централни сук у Сирији, који се налази унутар зидина старог града Дамаска, поред Цитаделе . Сук је око 600 m (2.000 ft) дуг   и 15 m (49 ft) широк,  и покривен је са 10 m (33 ft) високим металним луком.  Сук почиње у улици Ал-Тхавра и завршава се на тргу џамије Умајад. 12 метара висок лук древног римског Јупитеровог храма се налази на излазу из Ал-Хамидија сука.

## Историја
Сук датира још из отоманског доба и изграђен је дуж осе римског пута до Јупитеровог храма  око 1780. године за време владавине султана Абдула Хамида I,  а касније је проширен за време владавине султана Абдула Хамида II .   У савремено доба Ал Хамидија сук је један од најпопуларнијих трговачких округа у Сирији, са стотинама продавница одеће, продавницама традиционалних рукотворина и накита, антикварницама, кафићима, продавницама прехрамбених производа, штандовима са храном и сладоледима.  Пре сиријског грађанског рата који и даље траје, сук је био једна од главних атракција Дамаска и посећивали су га многи странци;  иако број странаца који долазе у Сирију није велик, Ал - Хамидија сук и даље остаје популарна атракција за локално становништво. 
Иако је било много насилних сукоба у околини Дамаска, као и у самом Дамаску, сук није претрпео оштећења. Мирни протести и демонстрације одржани су у оближњем Медхат-пашином суку, који се протеже од Ал Хамидија сука.
Ал Хамидија сук је представљен као једно од блага у документарцу Би-Би-Си "Пут око света у 80 чуда"  је представио Дан Крукшенк .